# NGC 2756
NGC 2756 је спирална галаксија у сазвежђу Велики медвед која се налази на NGC листи објеката дубоког неба.
Деклинација објекта је + 53° 50' 55" а ректасцензија 9h 9m 0,9s. Привидна величина (магнитуда) објекта NGC 2756 износи 12,4 а фотографска магнитуда 13,2. Налази се на удаљености од 52,2000 милиона парсека од Сунца. NGC 2756 је још познат и под ознакама UGC 4796, MCG 9-15-98, CGCG 264-67, IRAS 09054+5402, PGC 25757.